# Konojady (przystanek kolejowy)
Konojady – przystanek kolejowy w Konojadach, w gminie Jabłonowo Pomorskie, w powiecie brodnickim, w województwie kujawsko-pomorskim.

## Ruch pasażerski
| Rok  | Wymiana pasażerska na dobę |
| ---- | -------------------------- |
| 2017 | 50-99                      |
| 2022 | 50-99                      |